# 狩野川
狩野川（かのがわ）は、静岡県の伊豆半島を流れる狩野川水系の本流で、一級河川。水系の流域面積は852km2で静岡県の面積の11%を占める。
鮎の友釣り発祥の地という説があるほど友釣りが盛んで、「狩野川を制すれば全国を制す」と評されている。源流部では天城山の清流を利用したワサビ栽培が盛んである。

## 特徴

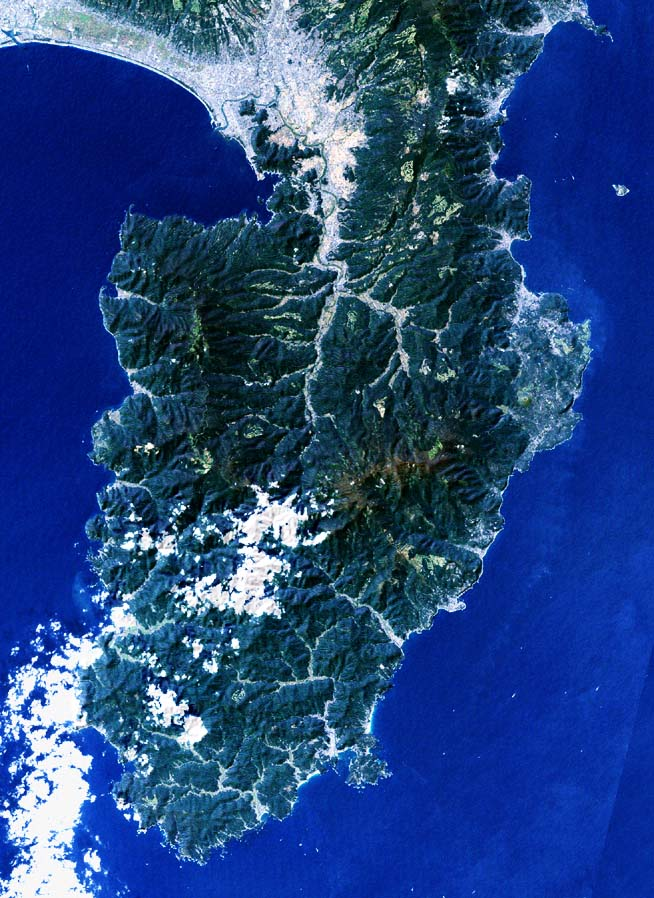
伊豆半島の地勢。半島を北流するのが狩野川本流。右中央が源流の天城山。ランドサット衛星写真。スペースシャトル標高データ使用。

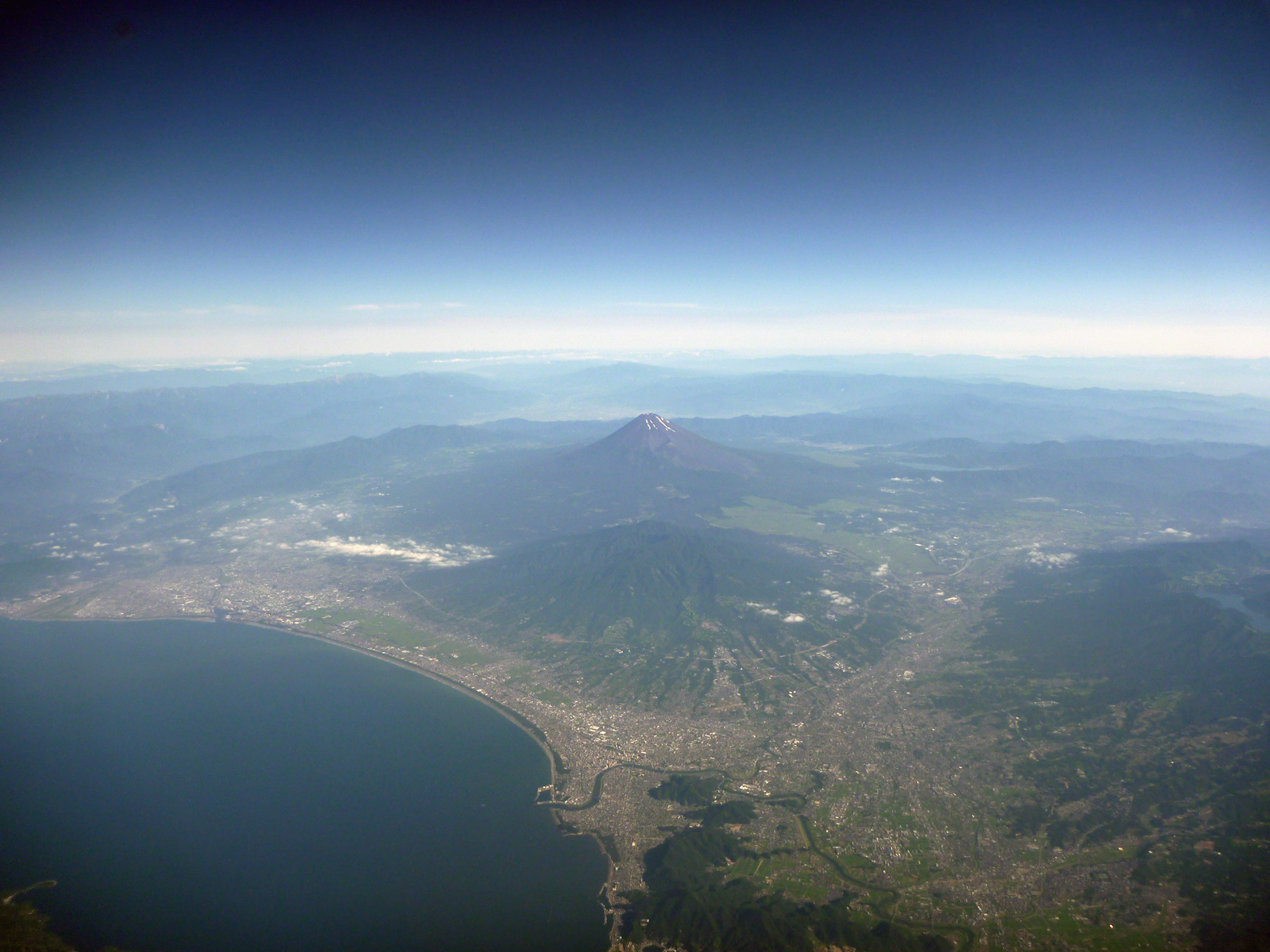
狩野川の下流。富士山の南東斜面は支流黄瀬川の源流となる。

伊豆半島の最高峰、天城山に端を発し北流。沖積平野である田方平野を蛇行しながら、沼津市付近で大きく向きを変えて駿河湾に注ぐ。静岡県内の大河川で北流するものは本川だけである。これはかつて島であった伊豆半島が、フィリピン海プレートの移動によって本州側のプレートに衝突し隆起したことによる。また、一級水系の大河川にしては河口付近でもそれほど川幅が広くならない。これは大支流である黄瀬川が造りだした三島扇状地（黄瀬川扇状地とも）があるためである。また、水利用の大型ダムがなく、これは一級水系にしては数少ない特徴である。
狩野川水系は、静岡県伊豆市の天城山に発し、伊豆半島中央部の大見川等の支川を合わせながら北上し、田方平野に出て、伊豆の国市古奈で狩野川放水路を分派し、さらに箱根山や富士山等を源とする来光川、大場川、柿田川、黄瀬川等を合わせ沼津市において駿河湾に注ぐ、幹川流路延長約46km、流域面積852km²の一級河川である。
源流は天城山のほぼ中央にあり、北斜面が狩野川源流、南斜面が河津川源流になっている。源流部には天然ブナ林があり「天城山・水源の森」として水源の森百選に選定されている。天城山は年間降水量が3,000mmを越える多雨地帯であり、豊富な水量と良好な水質により古くから繊維業、製紙業、醸造業等の発展に寄与してきた。特に、天城山の清流を利用したワサビ栽培は、全国一の生産額を誇っている。一方で、標高差が大きく流れが急なことや、下流部で蛇行することもあり、古くから洪水が多発した。
また、狩野川流域は火山地帯であり、箱根山・愛鷹山・富士山・天城山・達磨山などの第四紀火山や、新第三紀に形成された火山性地層からなる静浦山地などに囲まれる。そのため流域の多くが脆弱な火山岩及び火山噴出物で地質が構成され、大雨などで崩壊しやすいことも洪水の要因である。

## 名称の由来
諸説がある。
- 最も一般的な説は『日本書紀』によるもので、応神天皇5年（274年）に伊豆国で船を造り、その名を「枯野（からの）」と称したとあり、それが軽野（かるぬ）から「カヌ」に変わったという説である。現在でも伊豆市の湯ヶ島地区の松ヶ瀬には、軽野の造船儀礼と深く関わっていた神社である軽野神社が残されている[2][8]。
- 焼畑農業こと「火野」（かの）に由来する。
- 後に江戸幕府の資金源となった伊豆金山があったことから、それが変化して「金川」と名付けられ、さらに転訛したものである。

## 歴史
氷期が終わり、海面が現在よりも数ｍ高くなった約6,000年前の縄文時代には、縄文海進という海水面が高かった時代があり、その頃には伊豆の国市の旧伊豆長岡町付近までは入江で、古狩野湾を形成していた。やがて海面が低下し始めると、狩野川が土砂を堆積させ現在の田方平野を形成していった。
その後、約1,000年前の狩野川は、自然堤防の状況から、旧大仁町・旧韮山町のあたりでは現在よりも東側を流れていたことが確認できる。また、旧伊豆長岡町では網目状に旧河道が分布し、洪水のたびに流路が変わったことを示している。当時は中州がいくつもできて島のようになり、「和田島」や「蛭ヶ小島（源頼朝の流刑地と伝わる）」などと呼ばれていた。その後、狩野川の流路は次第に西側に移り、鎌倉時代と伝えられる「守山開削」（北緯35度2分41.3秒 東経138度56分5.3秒 / 北緯35.044806度 東経138.934806度）により守山の西に移され、現在とほぼ同様の流れになった(ただし史実としての確認はとれていない)。その他にも昭和期には沼津市の大平地区の湾曲部に捷水路（北緯35度4分46.3秒 東経138度54分43.1秒 / 北緯35.079528度 東経138.911972度）が掘削されたほか、狩野川放水路も造られた（後述）。

## 災害史

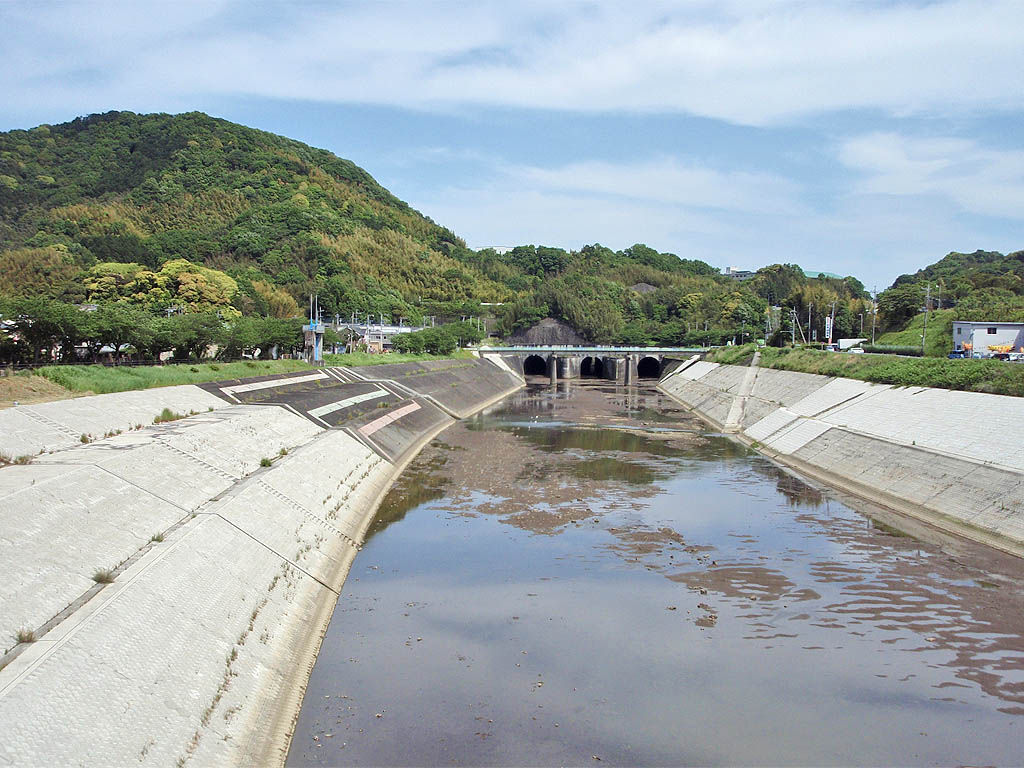
狩野川放水路（中央開水路）、奥は長岡トンネル

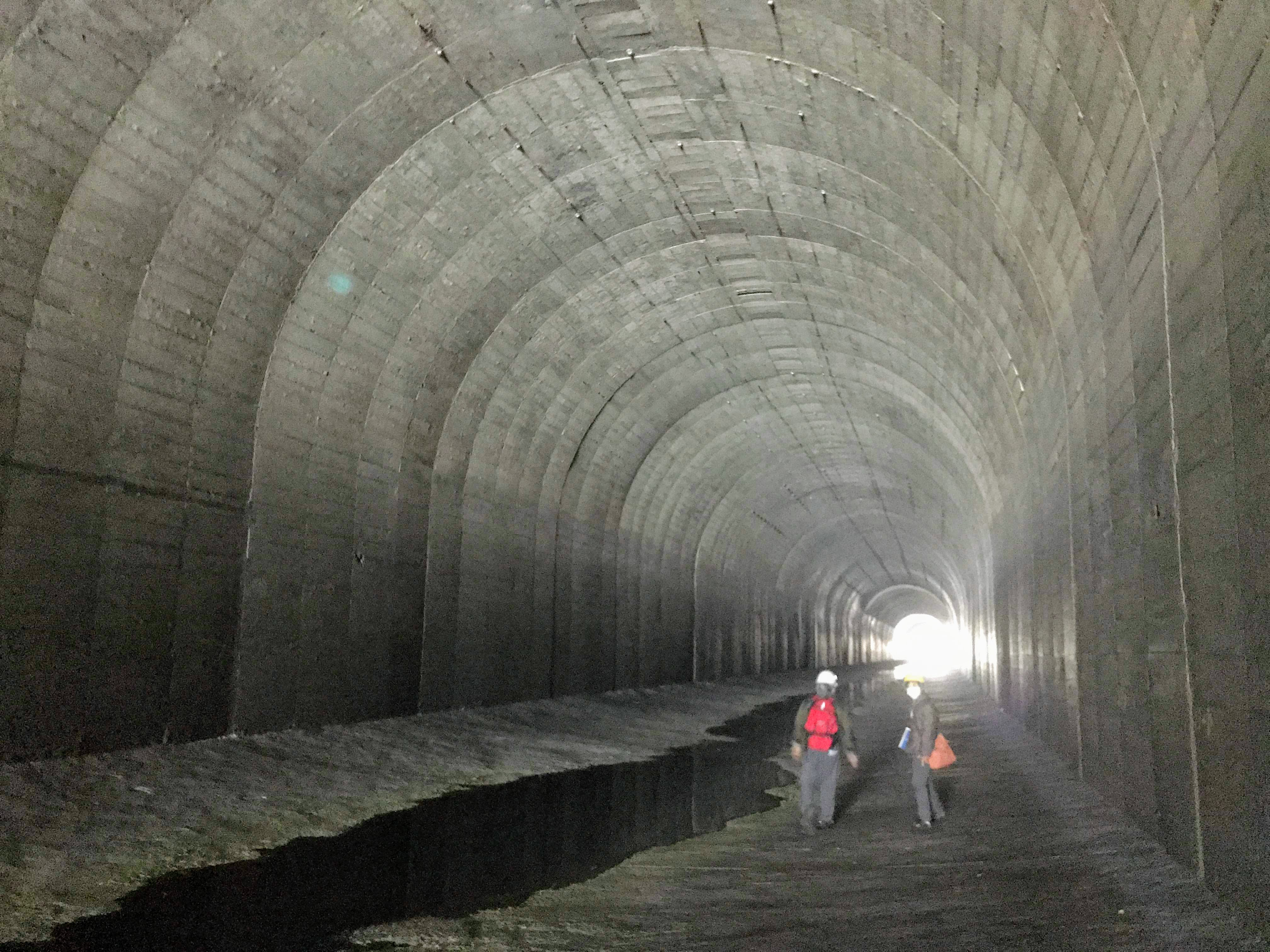
狩野川放水路の長岡トンネルの中

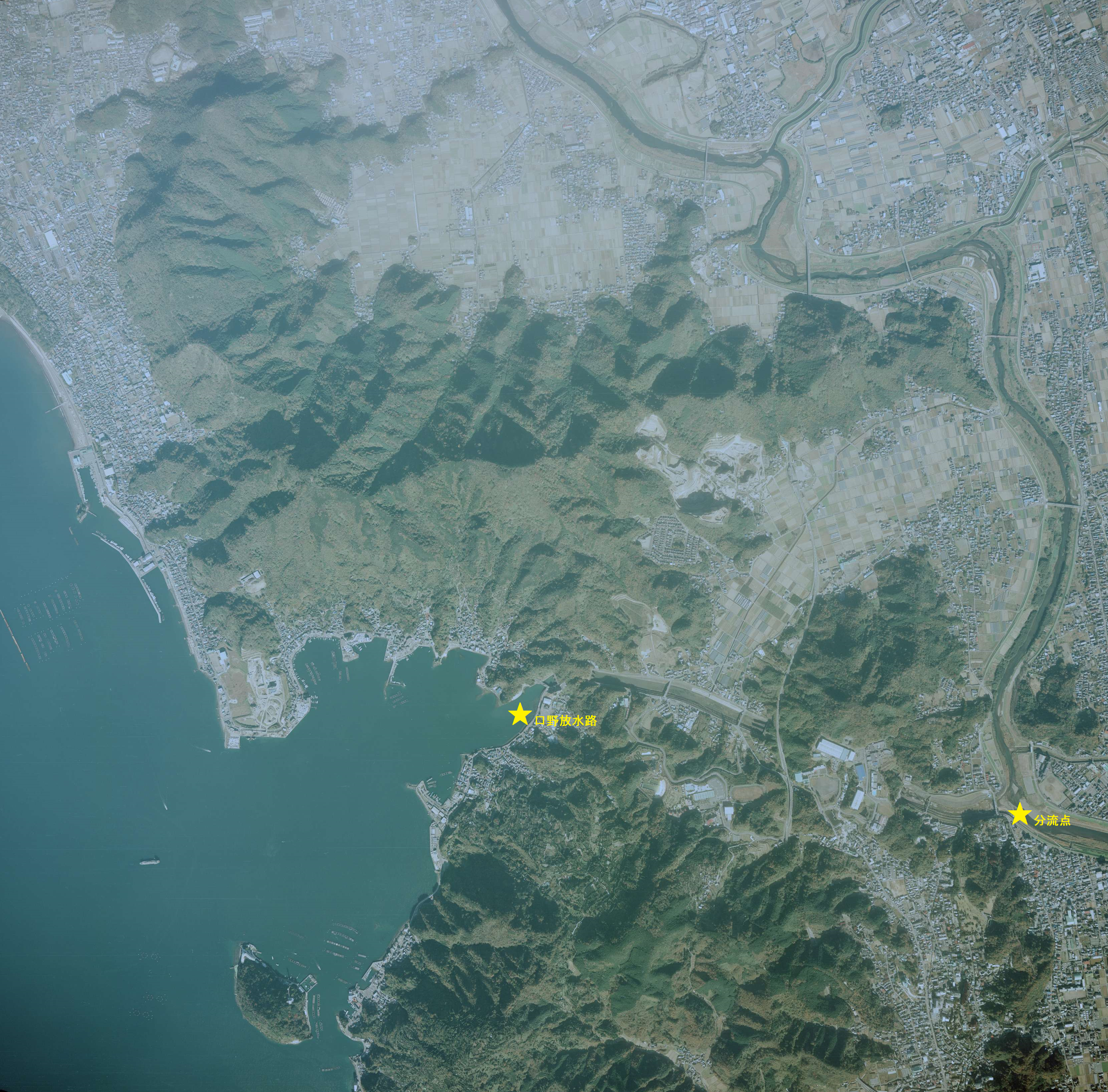
狩野川放水路の全区間。星印は分流点と河口を表す。

奈良時代以降、狩野川の水害で最も古い記録は、709年（和銅2年）の長雨による洪水で、稲苗の被害大と記録されている。

### 狩野川台風と狩野川放水路
1948年（昭和23年）のアイオン台風の被害を受け、1949年（昭和24年）に放水路の開削を中心とした改修計画が立案され、1951年（昭和26年）6月から、中流の江間村（現伊豆の国市）から沼津市口野の江浦湾（駿河湾の一区画）に向けて狩野川放水路の建設が始まった。しかし、放水路の完成を待たずして、1958年（昭和33年）9月26日夜、関東地方に上陸した台風22号が伊豆半島を襲い甚大な被害を出した。被害は狩野川流域が最も大きく、同地域での死者・行方不明者が1,000名を越えるようなものだったため、狩野川台風と命名された。なお、放水路の完成は狩野川台風の7年後の1965年（昭和40年）であったが、たとえ狩野川台風の前に完成していたとしても、放水路より上流部での被害が大きかったため、死者を無くすことはできなかった。また、狩野川台風の被害が大きかった現伊豆の国市の神島地区では川を直線化する神島捷水路（北緯35度0分49.7秒 東経138度56分21.1秒 / 北緯35.013806度 東経138.939194度）が立案され、1960年（昭和35年）に着手し、これも狩野川放水路と同じ年に完成した。

### 持越鉱山鉱滓ダムの決壊
1978年（昭和53年）の伊豆大島近海の地震では、天城湯ヶ島町（現伊豆市）の持越鉱山の鉱滓ダムが決壊し、金製錬で排出されて堆積したシアン化合物を含む鉱滓が流出、支流の持越川を経て狩野川に混入し汚染が広がったが、懸命の除染作業により現在は清流を取り戻している。

### 戦後の洪水記録
- 表は国土交通省が作成した複数の資料を基に作成[2][12]。

| 発生日                       | 原因                  | 雨量 （mm/24h）                                        | 大仁地点 流量 (m3/sec)         | 被害状況                                                                                              | 流域の主な 被害河川      |
| ---------------------------- | --------------------- | ------------------------------------------------------ | ------------------------------ | --- | ------------------------ |
| 1948年（昭和23年） 9月16日   | 台風21号 アイオン台風 | 301 湯ヶ島雨量観測所日雨量                             | -                              | 床上浸水1,962戸、床下浸水3,680戸 - - - - - - - - - - - - - - - - - - - - 床上浸水346戸、床下浸水222戸 | 大場川 来光川            |
| 1958年（昭和33年） 9月17日   | 台風21号              | 229 以下、大仁上流でのティーセン分割による流域平均雨量 | 約930 木瀬川地点流量（黄瀬川） | 負傷者1名 家屋全壊1戸、半壊4戸 床上浸水117戸、床下浸水217戸                                           | 大場川 来光川            |
| 1958年（昭和33年） 9月26日   | 台風22号 狩野川台風   | 533                                                    | 約4,000                        | 死者684名、行方不明169名 家屋全壊261戸、流失697戸、半壊647戸 床上浸水3,012戸、床下浸水2,158戸         | 狩野川本川 来光川 大場川 |
| 1959年（昭和34年） 8月14日   | 台風7号               | 302                                                    | 約1,500                        | 死者3名、負傷者34名 家屋全壊128戸、半壊537戸 床上浸水1,308戸、床下浸水2,094戸 浸水面積416ha           | 狩野川本川 来光川        |
| 1961年（昭和36年） 6月28日   | 前線                  | 401                                                    | 約2,200                        | 家屋全壊9戸、流出29戸、半壊1,195戸 床上浸水6,608戸、床下浸水6,366戸 浸水面積5,000ha                   | 狩野川本川 大場川        |
| 1976年（昭和51年） 8月9日    | 前線                  | 237                                                    | 約1,000 本宿地点流量（黄瀬川） | 床上浸水44戸、床下浸水269戸                                                                           | 黄瀬川                   |
| 1982年（昭和57年） 8月3日    | 台風10号              | 348                                                    | 約2,200                        | 床上浸水575戸、床下浸水878戸 浸水面積794ha                                                            | 柿沢川 大場川            |
| 1982年（昭和57年） 9月12日   | 台風18号              | 385                                                    | 約2,300                        | 家屋全壊流出1戸 床上浸水190戸、床下浸水449戸 浸水面積302ha                                            | 柿沢川                   |
| 1998年（平成10年） 8月30日   | 前線                  | 242                                                    | 約900                          | 家屋全壊3戸、半壊2戸 床上浸水284戸、床下浸水481戸 浸水面積371ha                                       | 来光川 柿沢川            |
| 1998年（平成10年） 9月15日   | 台風5号               | 317                                                    | 約2,200                        | 床上浸水62戸、床下浸水144戸 浸水面積148ha                                                             | 柿沢川                   |
| 2002年（平成14年） 10月1日   | 台風21号              | 232                                                    | 約2,000                        | 家屋全壊1戸、半壊2戸 床上浸水975戸、床下浸水280戸 浸水面積93ha                                        | 柿沢川 戸沢川            |
| 2004年（平成16年） 10月8-9日 | 台風22号              | 336                                                    | 3.93m 大仁観測所水位           | 床上浸水228戸、床下浸水377戸 浸水面積433ha                                                            | 戸沢川 宗光寺川          |

## 主な支流
支流のうち黄瀬川と大場川は、愛鷹山と箱根山の間の裾野市南端付近で最接近するが、駿東郡長泉町を抜けてほぼ直線的に狩野川本川に合流する黄瀬川に対して、大場川は東の三島市中心部方面へと大きく迂回してから狩野川本川に合流している。この不自然な流路には約1万年前の富士山の噴火が影響しており、この噴火による溶岩流（三島溶岩流）が愛鷹山と箱根山の間を流れて三島市南西部付近までいたる台地を形成しており、2川はこの台地を避けるように東西に流れを変えているためである。
以下、一級河川のみを下流側から順に記載する。
| 河川            | よみ                        | 次数    | 管理者                | 主な経過地                                          | 河川延長 （km）        | 備考                 |
| --------------- | --------------------------- | ------- | --------------------- | --------------------------------------------------- | ---------------------- | -------------------- |
| 狩野川          | かのがわ                    | 本川    | 中部地方整備局 静岡県 | 沼津市、清水町、三島市、 函南町、伊豆の国市、伊豆市 | 46 （うち直轄24.926）  |                      |
| 観音川          | かんのんがわ                | 1次支川 | 静岡県                | 沼津市                                              | 1.75                   |                      |
| 沼津江川        | ぬまづえがわ                | 1次支川 | 静岡県                | 沼津市                                              | 0.7                    |                      |
| 浪人川          | ろうにんがわ                | 1次支川 | 静岡県                | 沼津市                                              | 4.1                    |                      |
| 渡戸川放水路    | わたどかわほうすいろ        | 2次支川 | 静岡県                | 沼津市                                              | 0.92                   |                      |
| 黄瀬川          | きせがわ                    | 1次支川 | 中部地方整備局 静岡県 | 御殿場市、裾野市、長泉町、 沼津市、清水町           | 29.95 （うち直轄2.7）  |                      |
| 雨降川          | あめふりがわ                | 2次支川 | 静岡県                | 清水町、長泉町                                      | 1.3                    |                      |
| 桃沢川          | ももざわがわ                | 2次支川 | 静岡県                | 長泉町、沼津市                                      | 7                      |                      |
| 谷津川          | やとがわ                    | 3次支川 | 静岡県                | 長泉町                                              | 1                      |                      |
| 梅ノ木沢川      | うめのきさわがわ            | 2次支川 | 静岡県                | 長泉町、裾野市                                      | 2                      |                      |
| 佐野川          | さのがわ                    | 2次支川 | 静岡県                | 裾野市                                              | 14.25                  |                      |
| 裾野大久保川    | すそのおおくぼがわ          | 3次支川 | 静岡県                | 裾野市                                              | 1.7                    |                      |
| 金沢川          | かなざわがわ                | 3次支川 | 静岡県                | 裾野市                                              | 3                      |                      |
| 用沢川          | ようざわがわ                | 3次支川 | 静岡県                | 裾野市、御殿場市                                    | 4.5                    |                      |
| 又沢川          | またざわがわ                | 4次支川 | 静岡県                | 裾野市                                              | 1.3                    |                      |
| 下和田川        | しもわだがわ                | 3次支川 | 静岡県                | 裾野市                                              | 2.6                    |                      |
| 深良川          | ふからがわ                  | 2次支川 | 静岡県                | 裾野市、御殿場市                                    | 7.8                    |                      |
| 久保川          | くぼかわ                    | 2次支川 | 静岡県                | 裾野市、御殿場市                                    | 11.5                   |                      |
| 西川            | にしかわ                    | 3次支川 | 静岡県                | 御殿場市                                            | 7.5                    |                      |
| 柿田川          | かきたがわ                  | 1次支川 | 中部地方整備局        | 清水町                                              | 1.2                    | 日本最短の一級河川。 |
| 境川            | さかいがわ                  | 1次支川 | 静岡県                | 三島市、清水町、函南町                              | 6.1                    |                      |
| 大場川          | だいばがわ                  | 1次支川 | 中部地方整備局 静岡県 | 三島市、函南町、裾野市                              | 17.65 （うち直轄2.55） |                      |
| 凾南観音川      | かんなみかんのうがわ        | 2次支川 | 静岡県                | 函南町、三島市                                      | 1.63                   |                      |
| 御殿川          | ごてんがわ                  | 2次支川 | 静岡県                | 函南町、三島市                                      | 4                      |                      |
| 夏梅木川        | なつめきがわ                | 2次支川 | 静岡県                | 三島市                                              | 1.6                    |                      |
| 三島山田川      | みしまやまだがわ            | 2次支川 | 静岡県                | 三島市                                              | 2.3                    |                      |
| 沢地川          | さわじがわ                  | 2次支川 | 静岡県                | 三島市                                              | 2.8                    |                      |
| 徳倉宮川        | とくらみやがわ              | 2次支川 | 静岡県                | 三島市                                              | 0.9                    |                      |
| 泉川            | いずみがわ                  | 2次支川 | 静岡県                | 三島市、裾野市                                      | 4.5                    |                      |
| 入田川          | いりたがわ                  | 3次支川 | 静岡県                | 裾野市                                              | 1.5                    |                      |
| 来光川          | らいこうがわ                | 1次支川 | 中部地方整備局 静岡県 | 函南町、三島市                                      | 11.2 （うち直轄1.53）  |                      |
| 柿沢川          | かきざわがわ                | 2次支川 | 中部地方整備局 静岡県 | 函南町、伊豆の国市                                  | 10.6 （うち直轄0.86）  |                      |
| 堂川            | どうがわ                    | 3次支川 | 静岡県 伊豆の国市     | 伊豆の国市                                          | 0.1                    |                      |
| 凾南冷川        | かんなみひえかわ            | 2次支川 | 静岡県                | 函南町                                              | 6                      |                      |
| 洞川            | どうがわ                    | 1次支川 | 静岡県                | 伊豆の国市                                          | 0.36                   |                      |
| 韮山古川        | にらやまふるかわ            | 1次支川 | 静岡県                | 伊豆の国市                                          | 3                      |                      |
| 狩野川放水路    | かのがわほうすいろ          | 1次支川 | 静岡県                | 沼津市、伊豆の国市                                  | 3                      | 分流                 |
| 江間川          | えまがわ                    | 2次支川 | 静岡県                | 伊豆の国市                                          | 2.8                    |                      |
| 宗光寺川        | そうこうじがわ              | 1次支川 | 静岡県 伊豆の国市     | 伊豆の国市                                          | 1.2                    |                      |
| 戸沢川          | とざわがわ                  | 1次支川 | 静岡県                | 伊豆の国市                                          | 3.9                    |                      |
| 長瀬川          | ながせがわ                  | 2次支川 | 静岡県                | 伊豆の国市                                          | 2.2                    |                      |
| 深沢川          | ふかざわがわ                | 1次支川 | 静岡県                | 伊豆の国市                                          | 10.5                   |                      |
| 山田川          | やまだがわ                  | 1次支川 | 静岡県                | 伊豆の国市、伊豆市                                  | 6.2                    |                      |
| 小山田川        | おやまだがわ                | 2次支川 | 静岡県                | 伊豆市、伊豆の国市                                  | 2.5                    |                      |
| 野尻川          | のじりがわ                  | 1次支川 | 静岡県                | 伊豆市                                              | 1.2                    |                      |
| 古川            | ふるかわ                    | 1次支川 | 静岡県 伊豆の国市     | 伊豆市、伊豆の国市                                  | 8.3                    |                      |
| 修善寺川        | しゅぜんじがわ              | 1次支川 | 静岡県                | 伊豆市                                              | 7.3                    |                      |
| 神戸川          | ごうどがわ                  | 2次支川 | 静岡県                | 伊豆市                                              | 1.2                    |                      |
| 湯舟川          | ゆぶねがわ                  | 2次支川 | 静岡県                | 伊豆市                                              | 3.9                    |                      |
| 大見川 小嵐川   | おおみがわ こあらしがわ     | 1次支川 | 静岡県 伊豆市         | 伊豆市                                              | 12.29                  |                      |
| 年川            | としかわ                    | 2次支川 | 静岡県 伊豆の国市     | 伊豆市、伊豆の国市                                  | 5.5                    |                      |
| 大見西川 元村川 | おおみにしかわ もとむらがわ | 3次支川 | 静岡県 伊豆市         | 伊豆市                                              | 2.75                   |                      |
| 中伊豆山田川    | なかいずやまだがわ          | 2次支川 | 静岡県                | 伊豆市                                              | 2.5                    |                      |
| 城川            | じょうがわ                  | 2次支川 | 静岡県 伊豆市         | 伊豆市                                              | 1.9                    |                      |
| 梅木川          | うめきがわ                  | 2次支川 | 静岡県                | 伊豆市                                              | 1.2                    |                      |
| 冷川 沢口川     | ひえかわ さわぐちがわ       | 2次支川 | 静岡県 伊豆市         | 伊豆市                                              | 5.97                   |                      |
| 徳永川          | とくなががわ                | 3次支川 | 静岡県 伊豆市         | 伊豆市                                              | 2.4                    |                      |
| 木橋川          | きばしがわ                  | 4次支川 | 静岡県 伊豆市         | 伊豆市                                              | 0.46                   |                      |
| 京入道川        | きょうにゅうどうがわ        | 3次支川 | 静岡県                | 伊豆市                                              | 1.3                    |                      |
| 菅引川 川の入川 | すげひきがわ かわのいりがわ | 2次支川 | 静岡県 伊豆市         | 伊豆市                                              | 4.06                   |                      |
| 地蔵堂川        | じぞうどうがわ              | 3次支川 | 静岡県                | 伊豆市                                              | 3.28                   |                      |
| 原保川 十日川   | わらぼがわ とうかがわ       | 4次支川 | 静岡県 伊豆市         | 伊豆市                                              | 1.5                    |                      |
| 冷小川 西幡川   | ひやっこがわ にしはたがわ   | 2次支川 | 静岡県 伊豆市         | 伊豆市                                              | 1.3                    |                      |
| 修善寺深沢川    | しゅぜんじふかざわがわ      | 1次支川 | 静岡県                | 伊豆市                                              | 0.5                    |                      |
| 柿木川          | かきぎがわ                  | 1次支川 | 静岡県 伊豆市         | 伊豆市                                              | 6.5                    |                      |
| 奥山川          | おくやまがわ                | 2次支川 | 静岡県                | 伊豆市                                              | 1.3                    |                      |
| 嵩田川          | かさだがわ                  | 1次支川 | 静岡県                | 伊豆市                                              | 2                      |                      |
| 下り沢川        | くだりさわがわ              | 1次支川 | 静岡県                | 伊豆市                                              | 1.5                    |                      |
| 船原川          | ふなばらがわ                | 1次支川 | 静岡県 伊豆市         | 伊豆市                                              | 8.2                    |                      |
| 数沢川          | かずさわがわ                | 2次支川 | 静岡県 伊豆市         | 伊豆市                                              | 2                      |                      |
| 田沢川          | たざわがわ                  | 1次支川 | 静岡県                | 伊豆市                                              | 1.8                    |                      |
| 吉奈川          | よしながわ                  | 1次支川 | 静岡県                | 伊豆市                                              | 5.8                    |                      |
| 入洞川          | いりどうがわ                | 1次支川 | 静岡県                | 伊豆市                                              | 1.1                    |                      |
| 長野川          | ながのがわ                  | 1次支川 | 静岡県                | 伊豆市                                              | 3.6                    |                      |
| 持越川          | もちこしがわ                | 1次支川 | 静岡県                | 伊豆市                                              | 8.2                    |                      |
| 猫越川          | ねっこがわ                  | 2次支川 | 静岡県                | 伊豆市                                              | 2.6                    |                      |

### 支流の滝
- 浄蓮の滝（本谷川）
- 万城の滝（地蔵堂川）
- 鮎壺の滝（黄瀬川）
- 五竜の滝（黄瀬川）
- 鮎返しの滝（大場川） - 落差5m程度[23]
- 蜘蛛ヶ淵（沢地川）[23]
- 旭滝(伊豆市大平) - 真東を向いていることから名付けられた。全長105mで6段に折落している。尺八の「滝落ちの曲」はこの滝から生まれたと言われている。現地立て看板|accessdate=2008-11-16|publisher=修善寺町（現　伊豆市）
- 雄飛滝（小山田川）

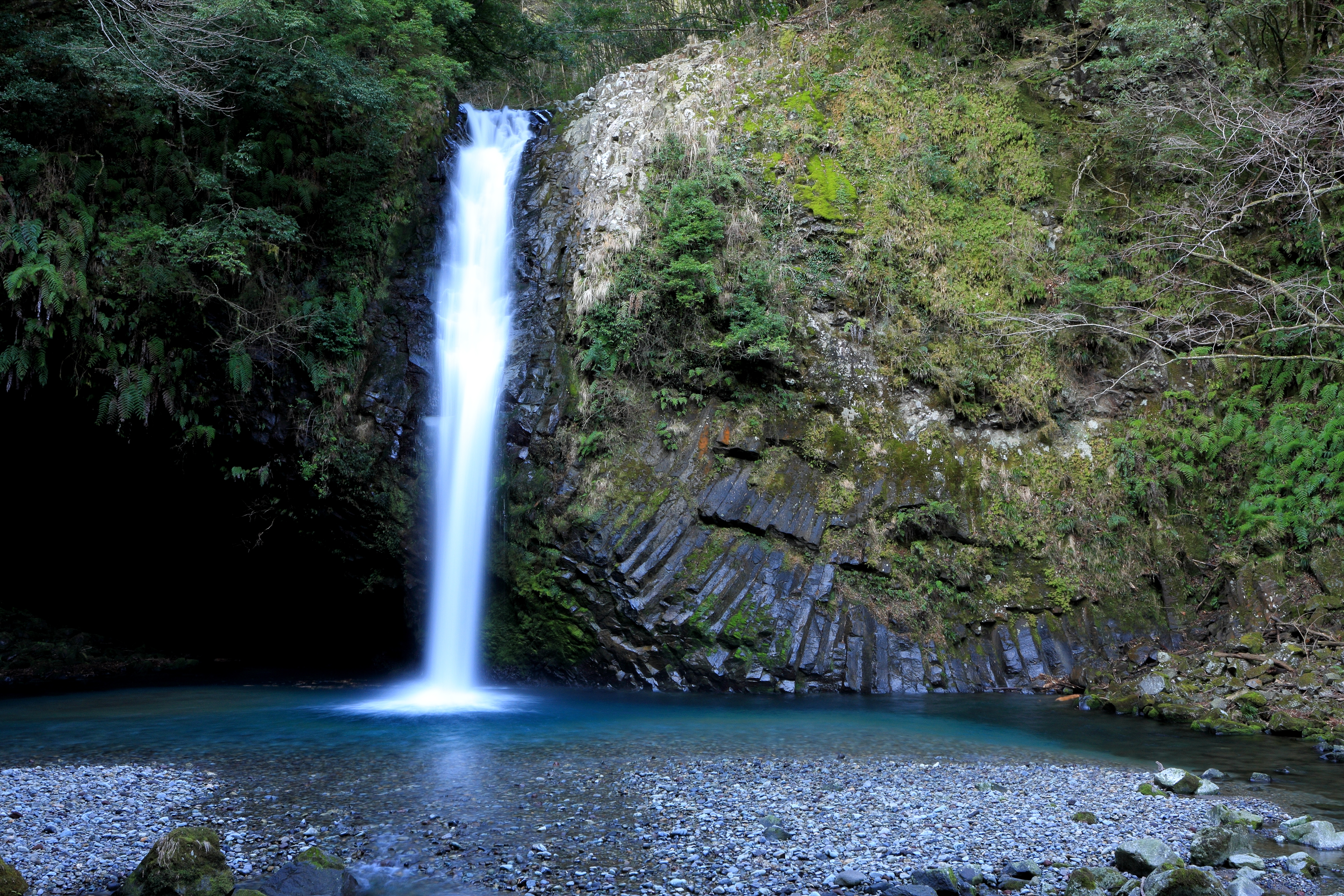
天城山麓の浄蓮の滝
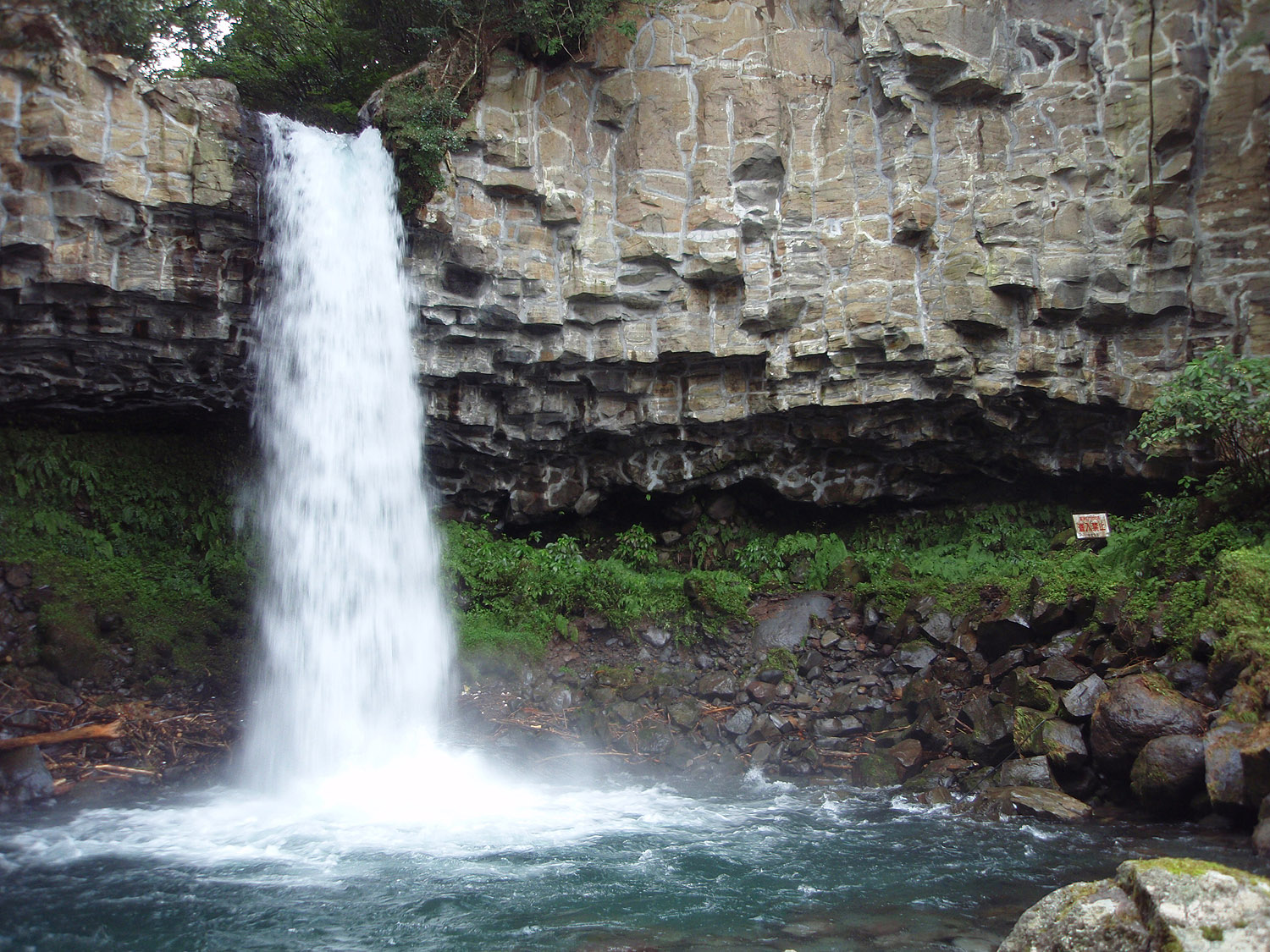
地蔵堂川の万城の滝
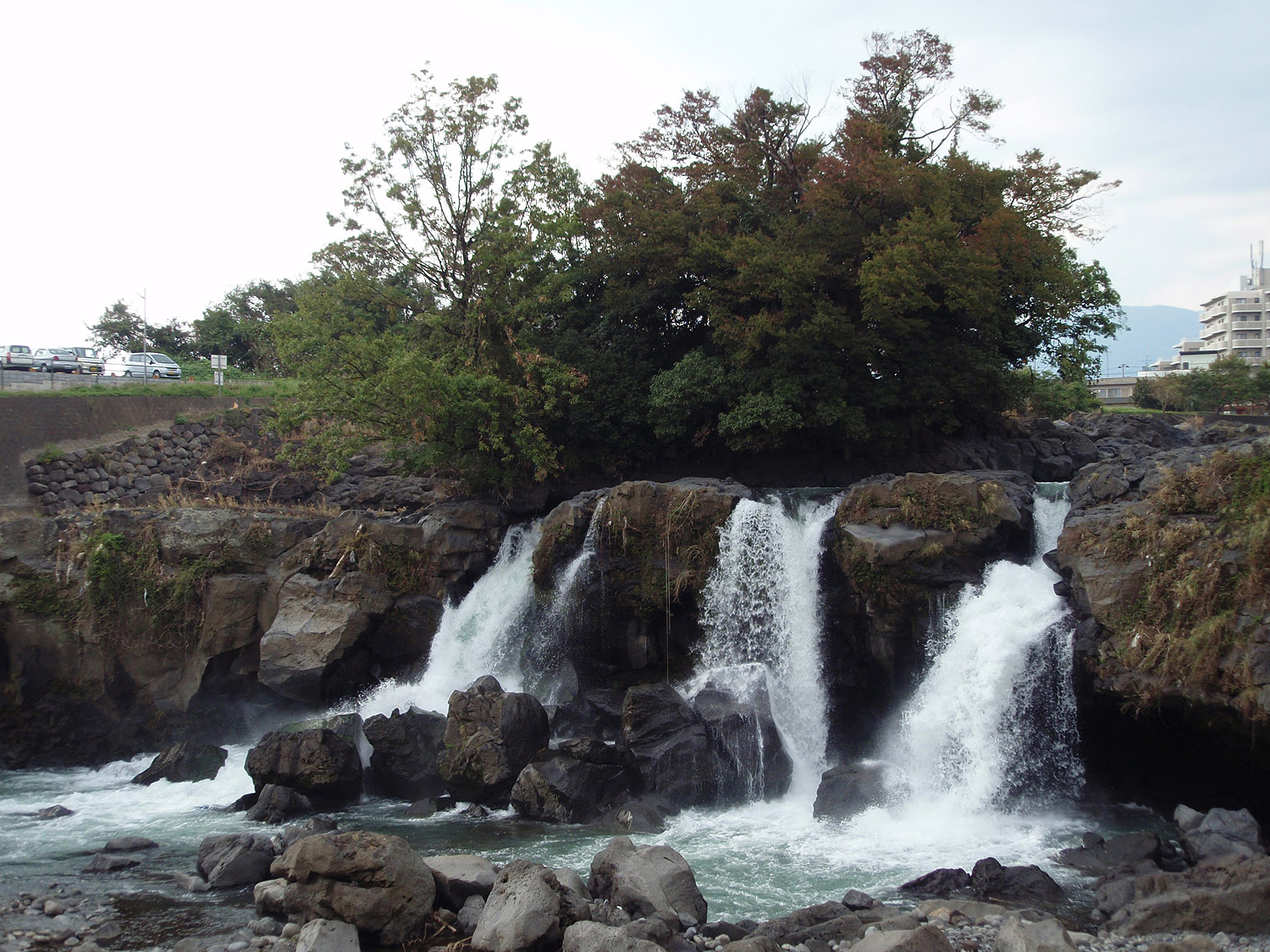
黄瀬川の鮎壺の滝
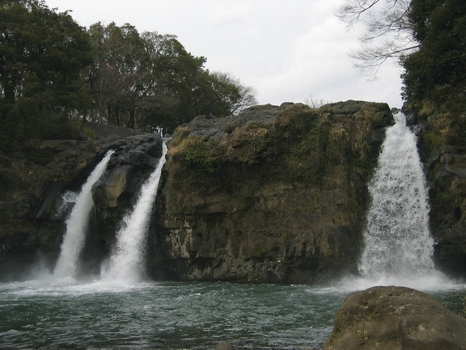
黄瀬川の五竜の滝
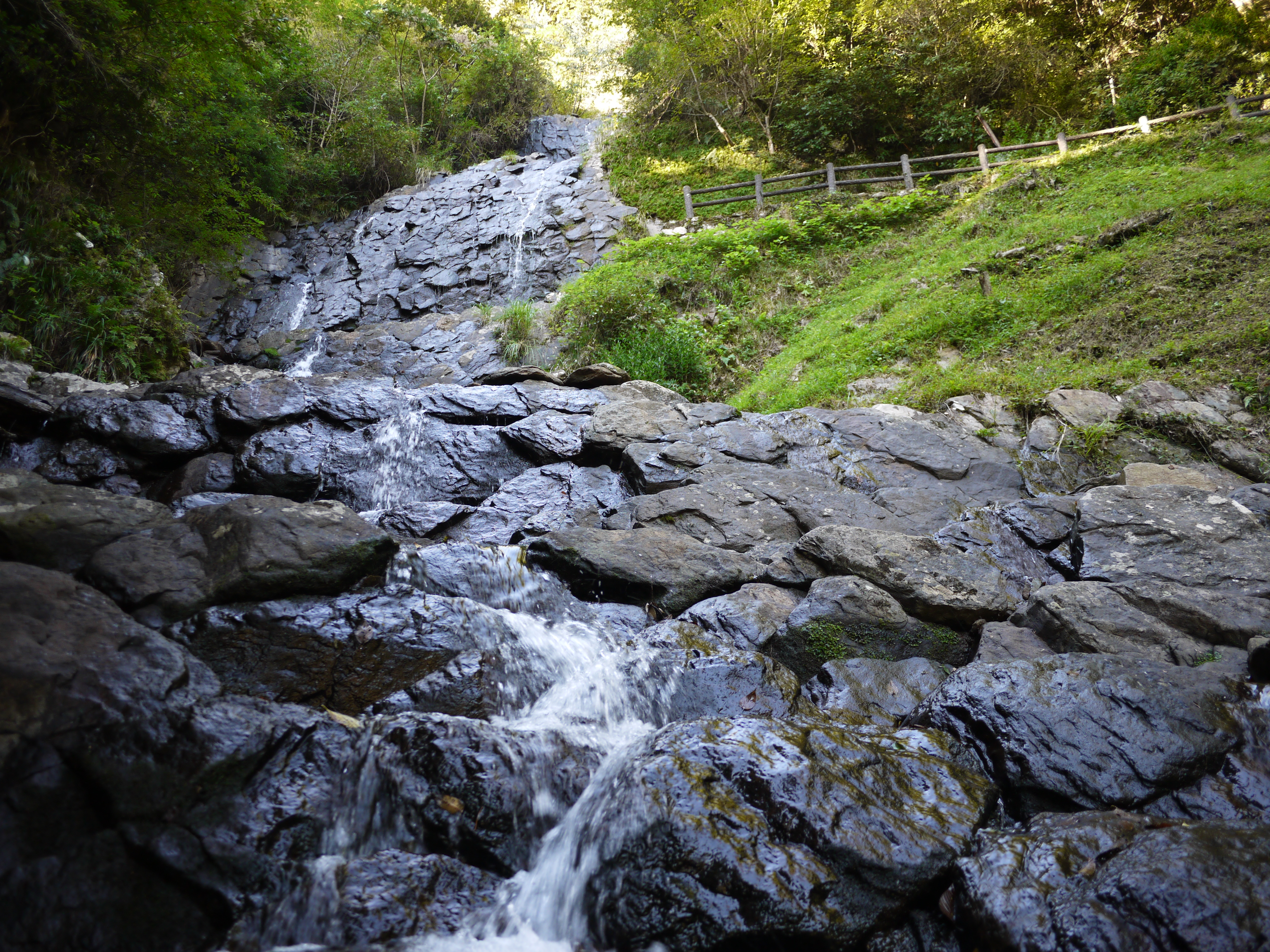
旭滝

## 橋梁
- 伊豆市
  - 矢熊橋
  - 狩野川高架橋（天城北道路）
  - 雲金橋
  - 宮田橋
  - 旭日橋
  - 修善寺橋（静岡県道12号伊東修善寺線）
- 伊豆の国市
  - 大仁橋（静岡県道80号熱海大仁線）
  - 狩野川大橋（国道136号）
  - 神島橋（読売巨人軍長嶋茂雄ランニングロード[24]）
  - 大門橋（国道414号）
  - 新大門橋（国道136号）
  - 千歳橋（静岡県道131号古奈伊豆長岡停車場線）
  - 松原橋（静岡県道134号静浦港韮山停車場線）
  - 石堂橋（静岡県道129号韮山伊豆長岡修善寺線)
- 田方郡函南町
  - 日の出橋（町道1-1号線[25]）
  - 日守大橋（伊豆中央道）
- 三島市
  - 新城橋（静岡県道140号三島静浦港線）
- 駿東郡清水町
  - 徳倉橋（静岡県道144号下土狩徳倉沼津港線）
- 沼津市
  - 香貫大橋（沼津市道4696号線[26]）
  - 黒瀬橋（沼津市道0110-1号線[26]）
  - 三園橋（国道414号）
  - あゆみ橋
  - 御成橋（静岡県道139号原木沼津線）
  - 永代橋（沼津市道0107号線[26]）
  - 港大橋（沼津市道0106-2号線[26]）

## 文化

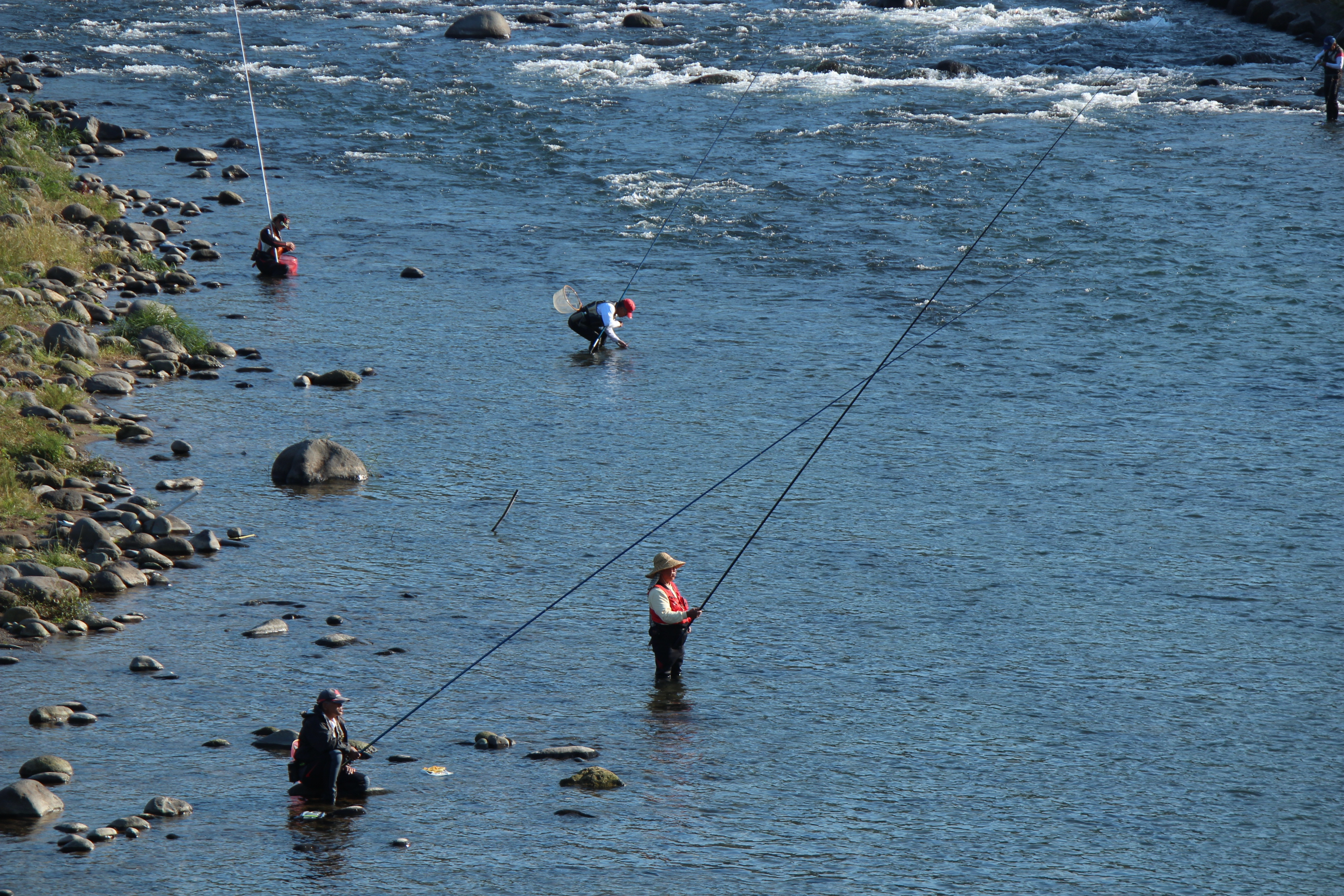
狩野川で友釣りをする人々、中流にて

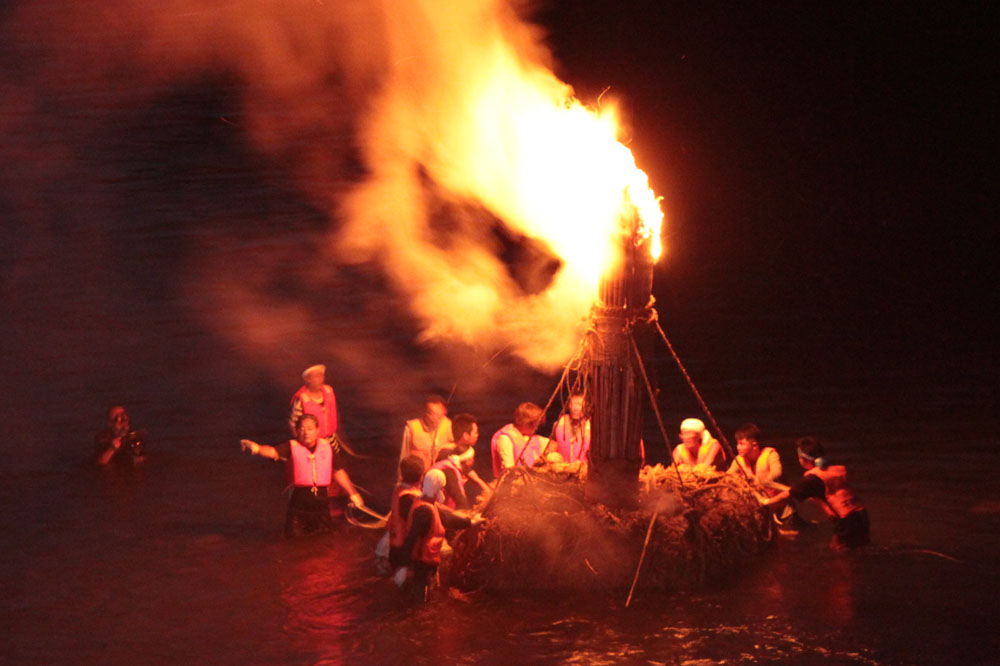
川神浄

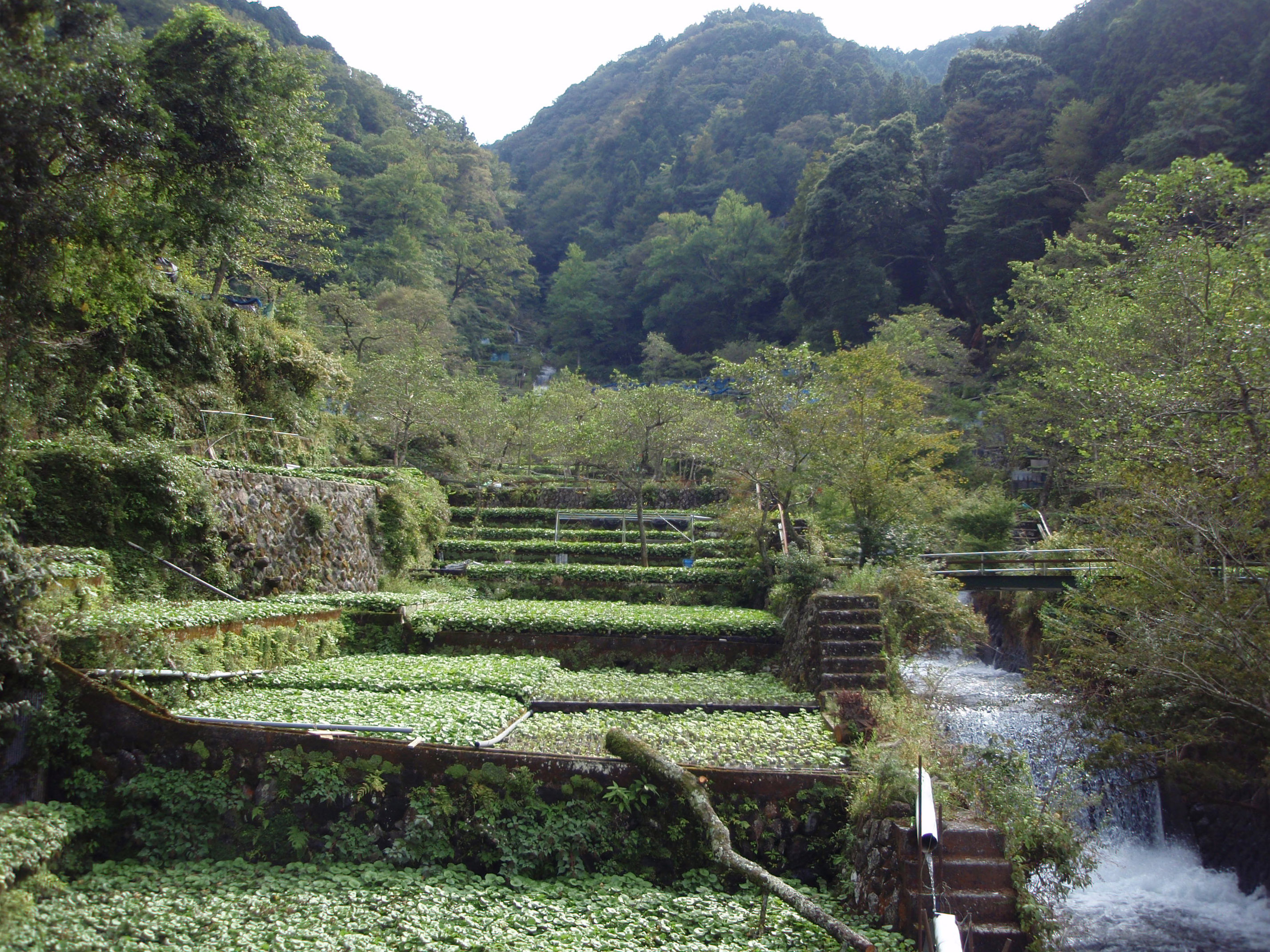
狩野川水系の源流部とワサビ田、伊豆市筏場

鮎の友釣り
狩野川では鮎の友釣りが盛んであり、「狩野川を制すれば全国を制す」と評されている。また、文献等で友釣りの発祥の地と紹介もされることが多いが、これについては京都説などもある。以下多くの文献で紹介される説や根拠である。
伊豆国の代官として世襲してきた江川家に伝わる史料群「江川文庫」に、狩野川でアユの友釣りが盛んになったことを伝える「頼書一礼之事」と題した1832年(天保3年)の文書が残っている。これには「梁漁を請け負っているが、友釣りが流行って収入が上がらなくなり、梁漁に伴う税金も納められなくなるため、友釣りを禁止してほしい」と、地元の村々の役人が韮山代官所に訴える内容である。また、友釣りについて「『新規の漁事』として、天野堰所（現伊豆の国市、北緯35度1分19.6秒 東経138度56分21.4秒）で2年ほど前に始まった」とも記述されている。
上記の文献以外にも狩野川における友釣りの始まりが天野堰所だったと複数の記録に残っている。
他にも、伊豆市の大平（北緯34度57分16.2秒 東経138度56分7.3秒 / 北緯34.954500度 東経138.935361度）にあった瀧源寺(ろうげんじ)の虚無僧で、尺八の名手であった法山志定(1780年（安政9年）没)が発案したという伝承も残る。
我入道の渡し - 沼津市
明治時代に始まり、現在は観光用。
こいのぼりフェスティバル - 沼津市
河口付近で行われる。第1回の開催は1984年で小規模な形で開催された。2010年で26回目の開催を迎えた。
川神浄（かわかんじょう） - 伊豆の国市
狩野川の水神を供養し、土地の安全を祈願する伝統行事で、竹とわらで造った松明に火をつけて流す。毎年8月1日の夜に行われる。
ワサビ栽培 - 伊豆市
畳石式栽培の発祥の地。天城山の北麓では大規模なワサビ田が広がる。

## 流域の自治体[5]
- 本流：伊豆市、伊豆の国市、田方郡函南町、三島市、沼津市、駿東郡清水町
- 黄瀬川：御殿場市、裾野市、駿東郡長泉町

## 狩野川水系の姿

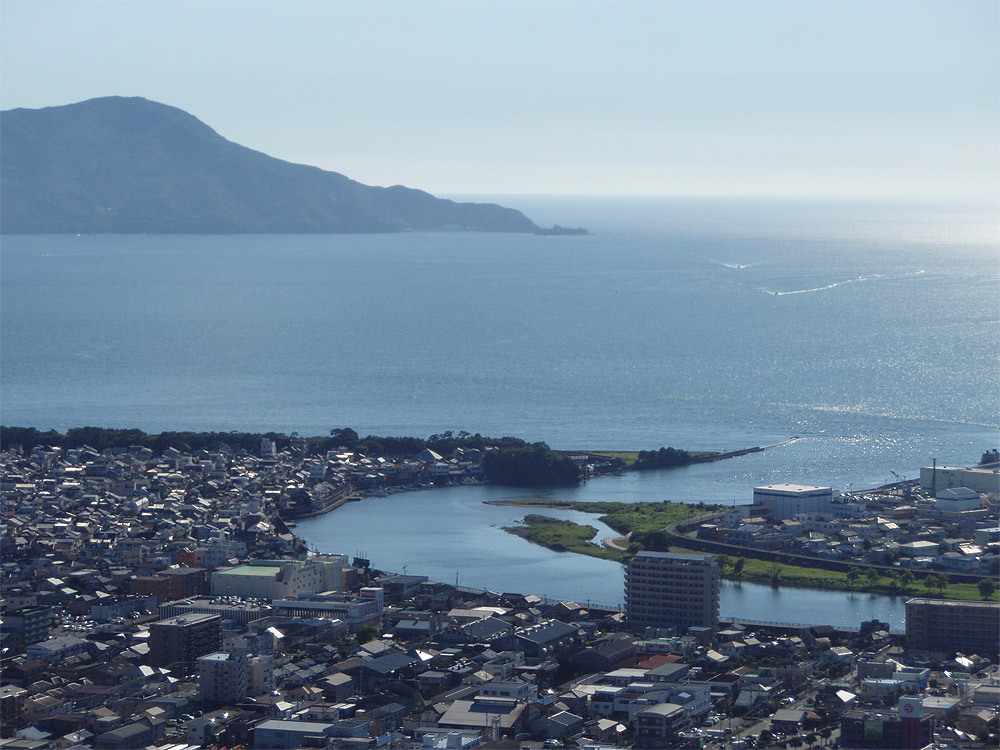
河口と駿河湾
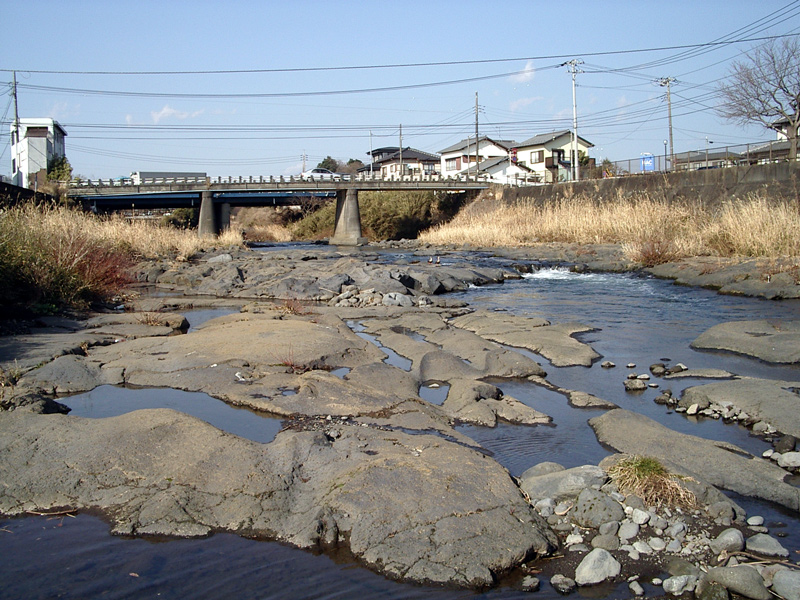
支流の黄瀬川に現れた三島溶岩
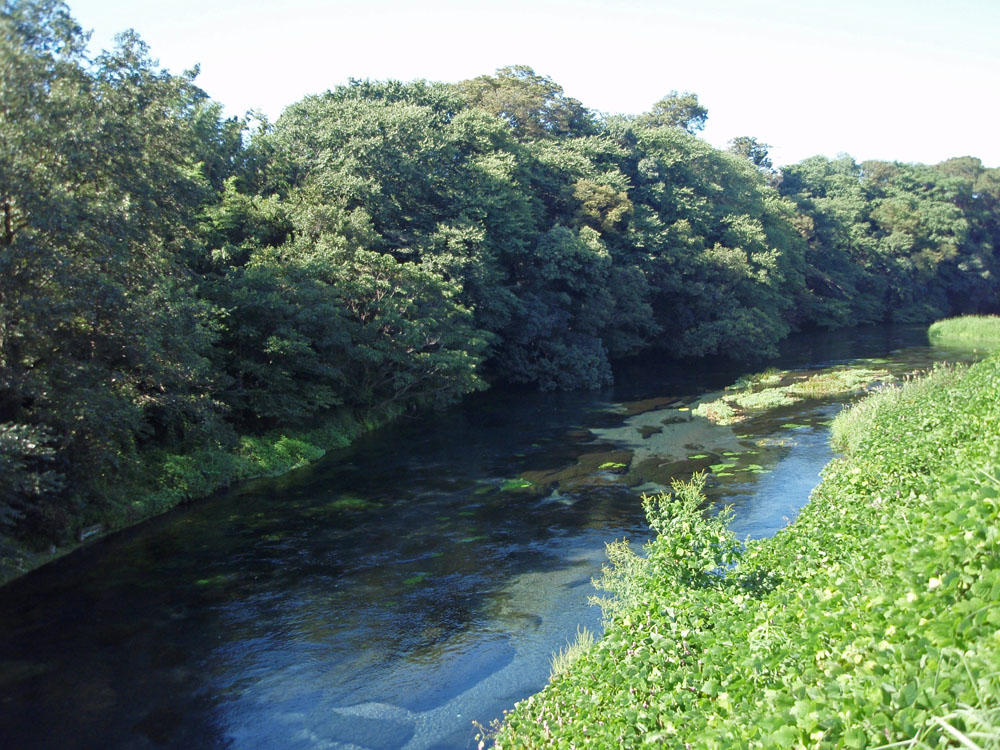
支流の清流、柿田川
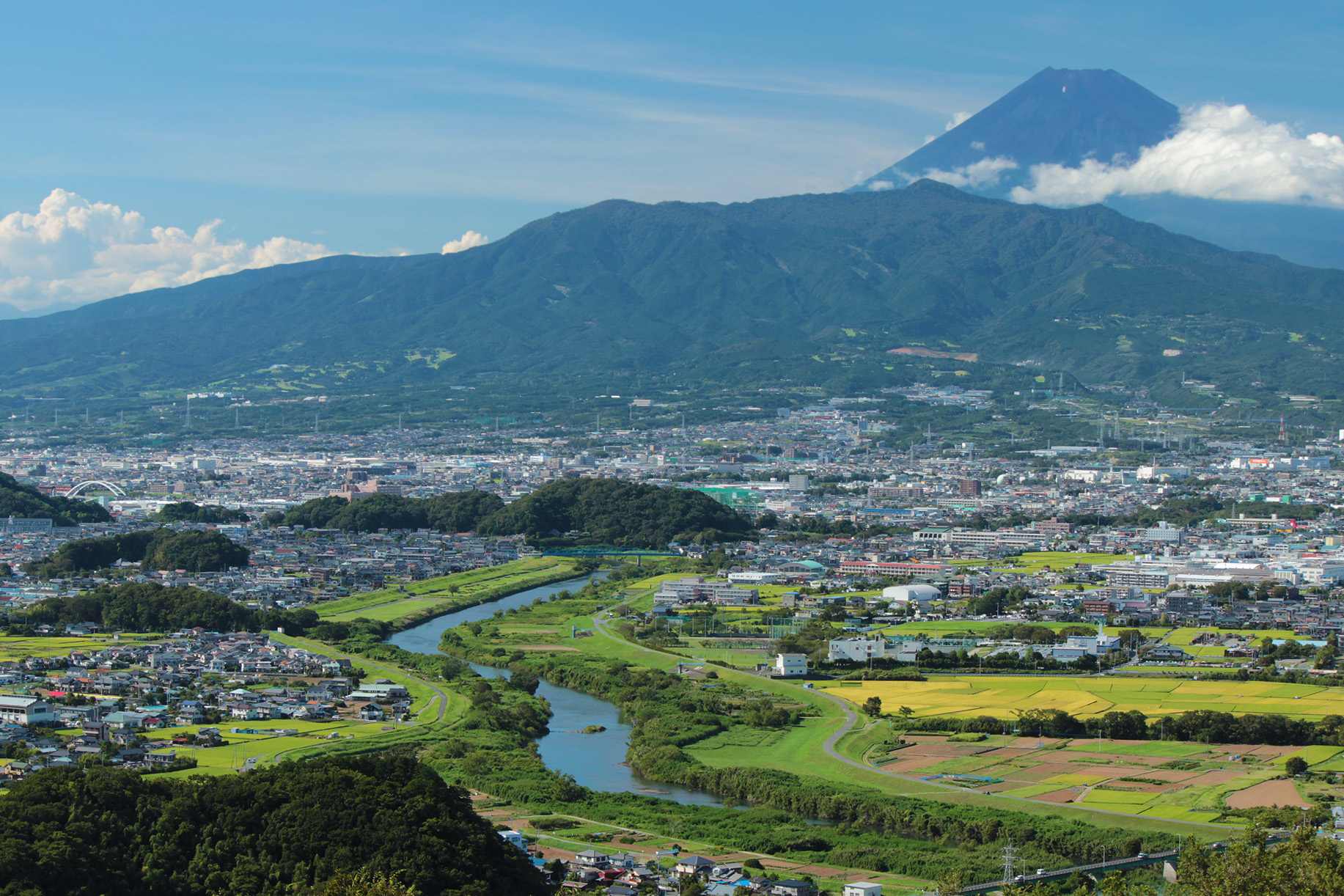
下流、沼津市・三島市付近
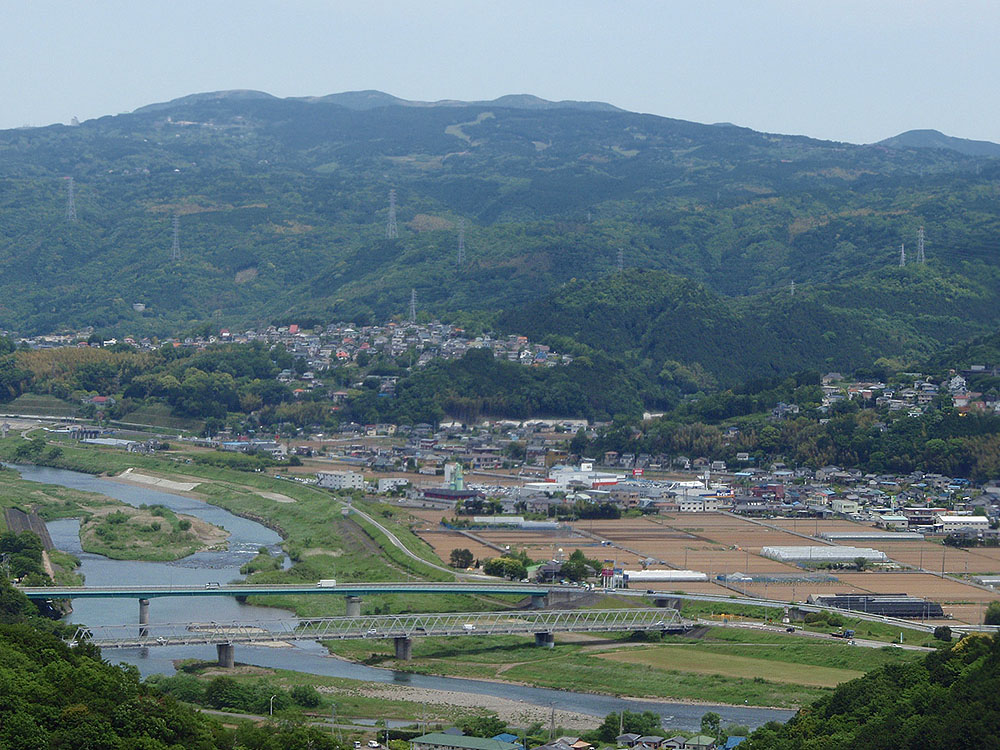
伊豆の国市の大門橋付近
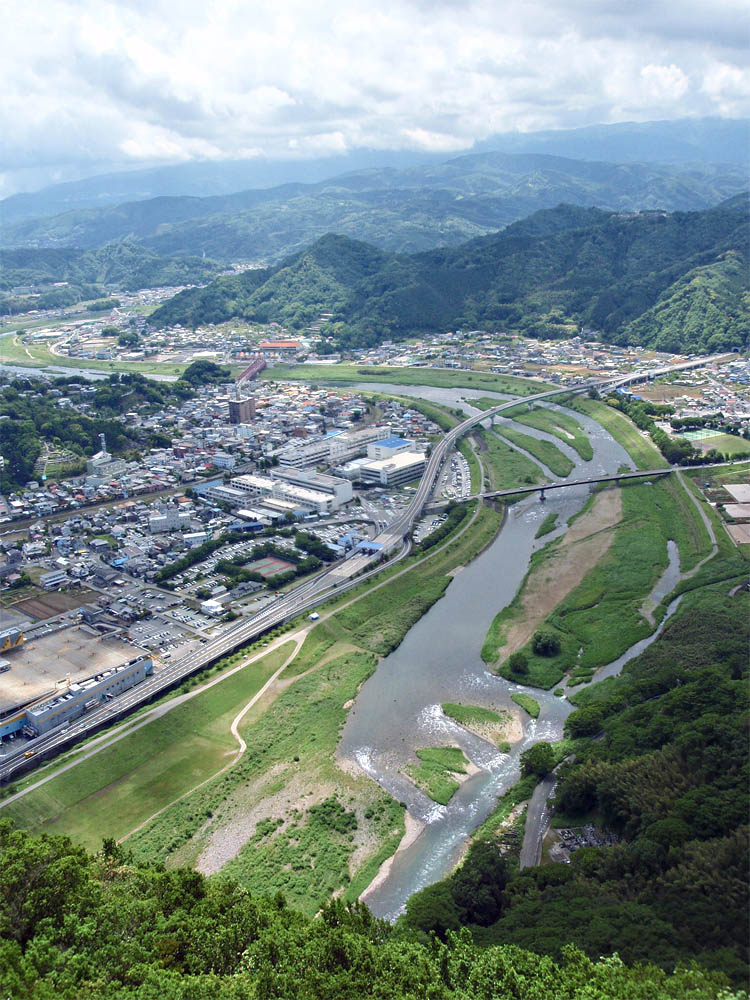
伊豆の国市と伊豆市の境界付近
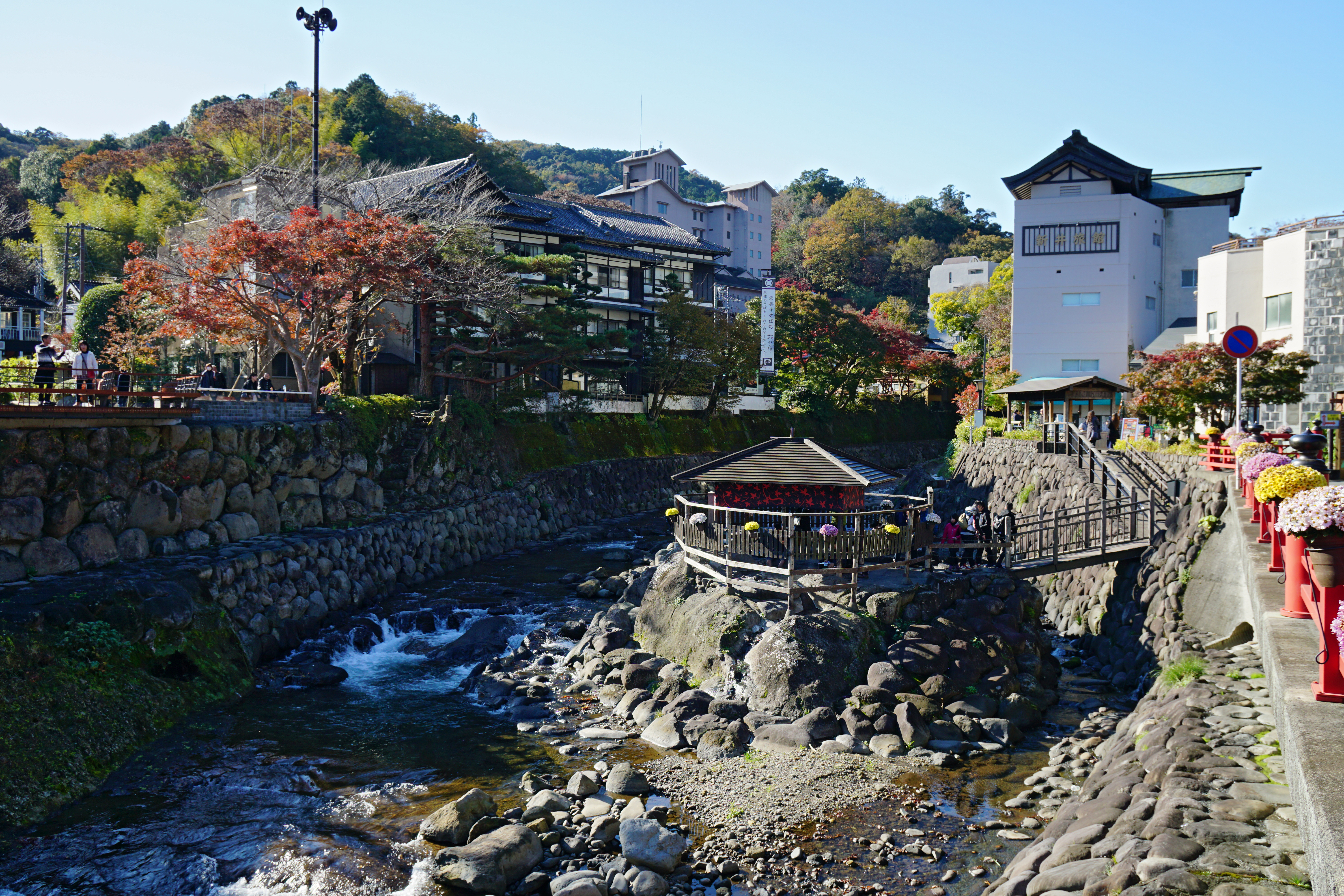
支流の修善寺川と修善寺温泉
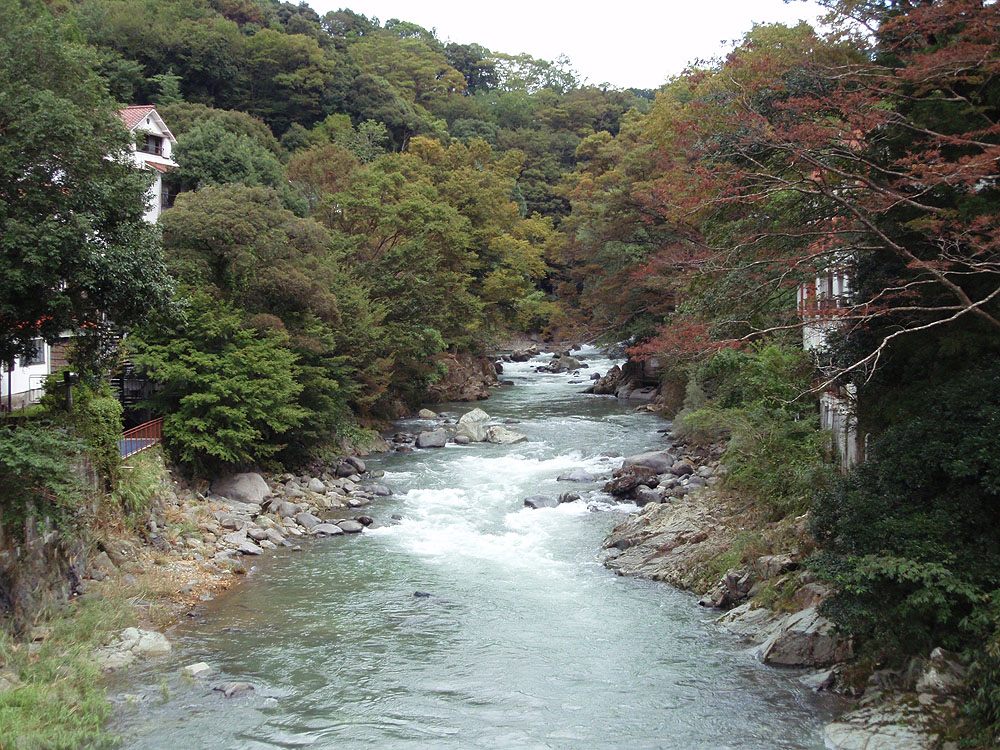
狩野川の起点付近